# Hercules Inc.
Hercules, Inc. — була хімічною компанією та виробником боєприпасів, що базувалася у Вілмінгтоні, Делавер, Сполучені Штати, зареєстрована в 1912 році як Hercules Powder Company після розпаду монополії DuPont на виробництво вибухових речовин Окружним судом США в 1911 році Hercules Powder Company стала Hercules, Inc. у 1966 році, працюючи під цією назвою до 2008 року, коли її було об’єднано з Ashland Inc.
Попередня Hercules Powder Company була заснована в 1882 році DuPont і Laflin & Rand Powder Company. Ця компанія була розпущена 30 червня 1904 року.
Hercules була одним із головних виробників бездимного пороху для ведення війни в Сполучених Штатах протягом 20 століття. Під час свого виділення DuPont Corp. зберегла процеси та патенти на виробництво «одноосновних» нітроцелюлозних порохів, тоді як Hercules отримала патенти та процеси на виробництво «двоосновних» порохів, які поєднували нітроцелюлоза і нітрогліцерин.

## Історія
Спеціальний склад динаміту був запатентований у 1874 році Дж. Віллардом, начальником Каліфорнійського порохового заводу в Санта-Круз, Каліфорнія. Він назвав свій винахід «Геркулесовим порошком», конкурентним ударом конкурентної компанії Giant Powder Company, яка придбала ексклюзивні права США на оригінальну формулу динаміту Альфреда Нобеля. Міфологічний Геракл був відомий як вбивця велетнів.
California Powder Works стала єдиним виробником порошку Hercules. У 1877 році Дж. У. Віллард переїхав до Клівленда, штат Огайо, щоб наглядати за відкриттям там нового заводу California Powder Works, призначеного для виробництва порошку Hercules. У 1881 році Каліфорнійський пороховий завод переніс виробництво порошку Hercules у Каліфорнії на нове місце вздовж північно-східного берега затоки Сан-Франциско. Місто компанії, яке виросло навколо заводу, стало відомим як «Геркулес», пізніше (1900) було зареєстровано як Геркулес, Каліфорнія.
У 1882 році, завдяки тісним інтересам власності з California Powder Works на той час, корпорація DuPont і Laflin & Rand Powder Company придбали права на виробництво порошку Hercules і зареєстрували Hercules Powder Company з цією метою. У 1904 році компанія Du Pont розпустила компанію, намагаючись консолідувати багатьох виробників вибухових речовин, які вона контролювала під назвою Du Pont.

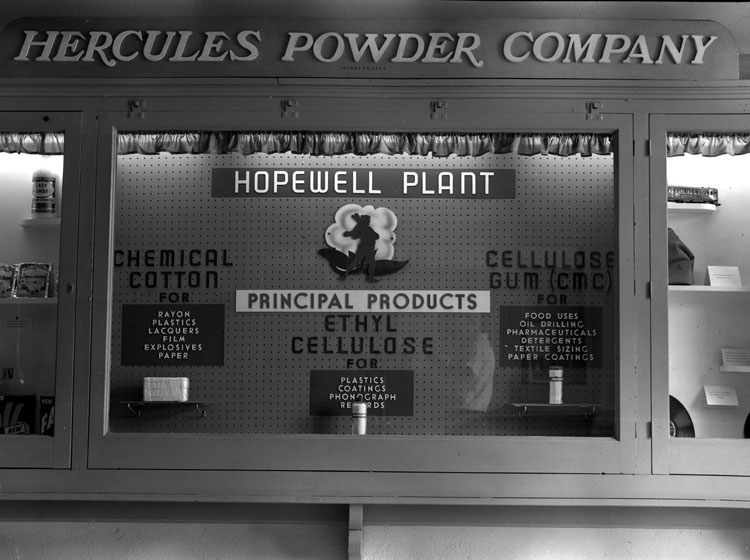
Виставка з продуктами Hercules 1950-х років

До складу першої команди керівництва цієї нової Hercules Powder Company входили президент Х. Данхем, Т. В. Бакхус, Г. Г. Реубі, Дж. Т. Скеллі, Норман Руд, Фред Старк, С. Д. Прікетт і Джордж Маркелл. 
Деякі з їхніх продуктів використовувалися військовими під час Першої світової війни. Школа та завод були названі на честь TW Bacchus у Bacchus, Юта. Hercules Powder Company посідає 65 місце серед корпорацій Сполучених Штатів за вартістю військово-виробничих контрактів часів Другої світової війни.
У 1920-х і 30-х роках Hercules диверсифікував свій бізнес у виробництві соснової смоли (див. нижче).
12 вересня 1940 року на заводі в Кенвілі, штат Нью-Джерсі, стався потужний вибух. Тодішні новини повідомляли, що було зруйновано щонайменше п’ятнадцять будівель разом із двадцятьма п’ятьма тоннами вибухівки. П'ятдесят одну людину було вбито, можливо, двісті поранено і багато зниклих безвісти. Цей об’єкт також двічі вибухнув у 1934 році та ще раз у 1989 році.
Річард Ф. Хек, лауреат Нобелівської премії з хімії 2010 року, отримав досвід роботи з хімією перехідних металів, працюючи в Hercules у 1957 році.